# Bauyrschan Momyschuly (Siedlung)
Bauyrschan Momyschuly (kasachisch Бауыржан Момышұлы атындағы, russisch Бауыржан Момышулы; bis 1992 Burnoje/Бурное) ist ein Ort im Gebiet Schambyl im Süden Kasachstans.

## Geografie
Bauyrschan Momyschuly liegt im Süden Kasachstans im Gebiet Schambyl. Der Ort befindet sich rund 60 Kilometer westlich von Taras und 100 Kilometer nordöstlich von Schymkent. Er ist das Verwaltungszentrum des Audan Schualy. Die Siedlung befindet sich auf einem Plateau zwischen den Ausläufern des Kirgisischen Alatau und des Qaratau. Durch den Ort fließt ein Nebenfluss der Assa, die in der Nähe bei Nurkent den Teris-Asjibulak-Stausee durchfließt.

## Bevölkerung
Bei der Volkszählung 1999 hatte der Ort 11.687 Einwohner. Bei der Volkszählung im Jahr 2009 wurde für Bauyrschan Momyschuly eine Bevölkerungszahl von 12.491 Menschen angegeben. Bei der letzten Volkszählung 2021 lebten 15.284 Menschen in Bauyrschan Momyschuly. Zum 1. Januar 2025 ergab die Fortschreibung der Bevölkerungszahlen eine Einwohnerzahl von 15.517 Menschen.
| Einwohnerentwicklung               | Einwohnerentwicklung | Einwohnerentwicklung | Einwohnerentwicklung | Einwohnerentwicklung | Einwohnerentwicklung | Einwohnerentwicklung | Einwohnerentwicklung |
| 1939                               | 1959                 | 1970                 | 1979                 | 1989                 | 1999                 | 2009                 | 2021                 |
| ---------------------------------- | -------------------- | -------------------- | -------------------- | -------------------- | -------------------- | -------------------- | -------------------- |
| 2.939                              | 6.280                | 8.075                | 9.323                | 12.171               | 11.687               | 12.491               | 15.284               |
| Anmerkung: Volkszählungsergebnisse |                      |                      |                      |                      |                      |                      |                      |

## Verkehr
Bauyrschan Momyschuly liegt an der Strecke der Turkestan-Sibirischen Eisenbahn zwischen Schymkent und Taras. Nördlich des Ortes verläuft die Schnellstraße A2, eine wichtige Ost-West-Route im Süden des Landes.